# Pseudoclimaciella sanguinea
Pseudoclimaciella sanguinea är en insektsart som först beskrevs av Navás 1914.  Pseudoclimaciella sanguinea ingår i släktet Pseudoclimaciella och familjen fångsländor. Inga underarter finns listade i Catalogue of Life.